# Hanns-Heinz Bielefeld

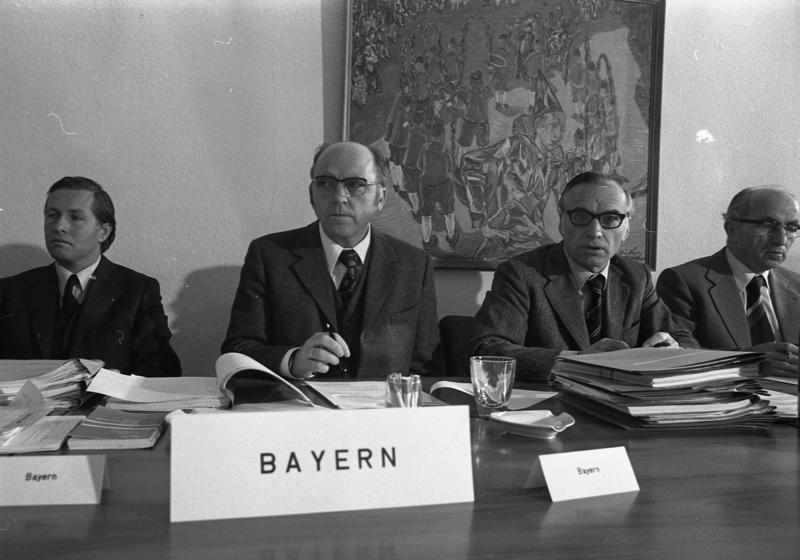
Hanns-Heinz Bielefeld (dritter von links) 1973

Hanns-Heinz Bielefeld (* 9. Dezember 1918 in Hamborn; † 17. Januar 2018 in Wiesbaden) war ein deutscher Politiker (FDP) und hessischer Innenminister.

## Leben und Beruf
Nach dem Schulbesuch absolvierte Bielefeld eine Ausbildung zum Bankkaufmann, arbeitete später bei der Sparkasse. Im Zweiten Weltkrieg leistete er in den Jahren 1939 bis 1945 Arbeits- und Kriegsdienst. Er wurde viermal verwundet und geriet in Kriegsgefangenschaft.
Nach seiner Entlassung aus der Gefangenschaft im November 1945 arbeitete er im Öffentlichen Dienst und wurde im Jahr 1947 als verbeamteter Büroleiter der Stadt Bad Schwalbach tätig. Zudem war er Aufsichtsratsvorsitzender der Gemeinnützigen Heimstättenbaugesellschaft in Schlitz.

## Partei
Bielefeld trat der FDP bei und war Mitglied im Landesvorstand des FDP-Landesverbandes Hessen sowie Vorsitzender des Kommunalpolitischen Landesausschusses der FDP. In den Jahren 1973 bis 1977 war er Vorsitzender des Kreisverbandes Wiesbaden der FDP. Am 7. Juli 1978 trat er aus der Partei aus.

## Abgeordneter
Bielefeld gehörte in den Jahren 1962 bis 1970 sowie von 1974 bis 1978 dem Hessischen Landtag an.

## Öffentliche Ämter
Bielefeld amtierte vom 1. Juli 1960 bis 1970 als Bürgermeister der Stadt Schlitz. Nach der Bildung einer sozial-liberalen Koalition wurde er am 16. Dezember 1970 als Nachfolger von Johannes Strelitz zum Staatsminister des Innern in die von Ministerpräsident Albert Osswald geführte Landesregierung von Hessen berufen. In seine Amtszeit fiel die gegen teilweise heftigen Widerstand auf kommunaler Ebene umgesetzte Gebietsreform in Hessen. Bei der Gründung des Vogelsbergkreises setzte er gegen dessen Beschluss Lauterbach, statt Alsfeld, als Kreisstadt fest.
Nachdem Ministerpräsident Osswald aufgrund des Helaba-Skandals seinen Rücktritt eingereicht hatte, wurde Bielefeld von der FDP nicht erneut als Innenminister nominiert und schied deshalb am 20. Oktober 1976 aus der Landesregierung aus. Für Bielefeld war das der Grund für seinen Parteiaustritt 1978.

## Ehrungen
- 1971: Großoffizier des Orden von Oranien-Nassau der Niederlande[5]
- 1986: Wilhelm-Leuschner-Medaille[6]